# Amomothrips associatus
Amomothrips associatus (лат.) — вид трипсов, единственный в составе рода Amomothrips Bhatti, 1978 из семейства Thripidae (Thysanoptera).

## Распространение
Встречается в Юго-Восточной Азии: Суматра (Индонезия), Китай, Малайзия.

## Описание
Мелкие насекомые с четырьмя бахромчатыми крыльями. Самка макроптерная. Голова длиннее ширины, сужена за большими глазами; максиллярные пальпы 3-сегментные; глазковые волоски I присутствуют, также две пары волосков II; волоски III длинные; глаза без пигментных фасеток; шесть пар заднеглазничных волосков с S2 задним рядом. Антенны 8-сегментные; сегмент I без парных дорсо-апикальных волосков; III и IV с удлиненной вершиной, конусы чувств вильчатые и длинные; III—VI с рядами микротрихий. Пронотум поперечно-полосатый; с двумя парами длинных постероангулярных волосков; тремя или четырьмя парами постеромаргинальных волосков. Мезонотум со срединной парой волосков, удалённых от заднего края; присутствует переднемедиальная кампановидная сенсилла. Метанотум сетчатый; срединная пара волосков на переднем крае; имеются кампановидные сенсиллы. Первая жилка переднего крыла с длинным промежутком и двумя волосками у вершины, ряд волосков второй жилки полный; клавус с пятью жилковыми и одним дискальным волосками; реснички заднемаргинальной каймы волнистые. Мезостернум с полными стерноплевральными швами. Лапки 2-сегментные. Тергиты поперечно сетчатые; волоски S1 не сближены; без краспед или ктенидий; VIII с длинным тонким гребнем; IX с передней парой кампановидных сенсилл; X с неполным расщеплением. Стерниты без дискальных волосков; III—VII с тремя парами маргинальных волосков, II с двумя парами, S1 и S2 на VII перед краем. Самец похож на самку; стерниты III—VII с поперечной поровой пластинкой; срединные волоски тергита IX не длинные. Место размножения — цветы или листья — остается неясным, но экземпляры обоих полов были собраны с Alpinia (Имбирные) как в Юньнани, так и в полуостровной Малайзии.

## Классификация
В подсемействе Thripinae, очевидно, относится к родовой группе Taeniothrips. Отличается наличием пары I оцеллярных волосков, а также дублированием пары II оцеллярных волосков, таким образом имея три пары волосков на вершине перед первым глазком.